# Lycée-collège Spiritus Sanctus
 (septembre 2014).
Si vous disposez d'ouvrages ou d'articles de référence ou si vous connaissez des sites web de qualité traitant du thème abordé ici, merci de compléter l'article en donnant les références utiles à sa vérifiabilité et en les liant à la section « Notes et références ».
Le lycée-collège Spiritus Sanctus (en allemand Kollegium Spiritus Sanctus, abrégé KSSB) est une école de maturité en allemand située à Brigue dans le canton du Valais en Suisse. Dans le canton, c'est la seule école de maturité gymnasiale de langue allemande.  L'établissement regroupe le gymnase, une école sportive, le centre national des sports de neige (CNS), le plus grand internat suisse et un rectorat ecclésial (église du collège).

## Histoire
Au XVIIe siècle, à la suite du concile de Trente, de nombreuses congrégations de Jésuites s'établissent dans le Haut-Valais. Les Jésuites bâtissent des écoles dans le but de rééduquer la population selon les anciennes bonnes mœurs, et aussi afin d'améliorer la formation du clergé. Dès 1612 déjà, puis à nouveau en 1620 et 1621, le dizain de Brigue recourt à une congrégation de Jésuites. En 1625 enfin, la congrégation des Jésuites de Venthône, près de Sierre, s'établit à Brigue.
À la suite d'altercations entre l'évêque de Sion et le dizain, les Jésuites fuient, mais sont rappelés conjointement en 1650 par le Parlement de Sion et l'assemblée du dizain de Brigue.
À l'époque, Loèche, Sierre et Viège sont également intéressées par une école tenue par les Jésuites. Mais ces derniers se laissent convaincre par l'offre beaucoup plus intéressante qui vient de Brigue : paiement de l'entretien, couverture des frais des matériaux de construction et contribution de Gaspard Jodoc Stockalper, qui offre son propre terrain et met ses ressources financières à disposition. Le collège ouvre ses portes le 19 octobre 1662 pour sa première année scolaire.
Avec la construction du collège des Jésuites à Sion et la délocalisation du séminaire des prêtres à Géronde, le collège de Brigue perd de son importance durant plusieurs années et est reclassé en 1774 en tant que foyer pour séminaristes. Entre 1777 et 1810, l'école est dirigée par les piaristes de Trèves.
À la suite de l'invasion française et à l'occupation par Napoléon, la structure existante est utilisée comme caserne. Lorsqu'en 1815, lors du congrès de Vienne, le Valais rejoint la Confédération suisse, les Jésuites reviennent, à la suite de la demande du dizain, à Brigue.
Le collège gagne une tout autre importance lorsqu'il devient le siège du supérieur de la Missio Helvetica et centre de formation pour les nouveaux congrégationnistes. En 1847, à cause de la guerre du Sonderbund, l'établissement ferme durant une année. Entre-temps, à la suite de la pression due à la suppression de l'ordre des Jésuites par le Pape Clément XIV, le gouvernement expulse les Jésuites. C'est ainsi qu'en 1848, l'école rouvre en tant qu'établissement séculier et que depuis, c'est le Canton du Valais qui est responsable du corps professoral.

## Direction
Depuis l'année scolaire 2013-2014, le directeur (der Rektor, appelé recteur) est Gerhard Schmidt. Il a succédé à Michael Zurwerra. Le proviseur (der Prorektor, appelé prorecteur) actuel est en fonction depuis le début de l'année scolaire 2014-2015 : Gerd Dönni.
L'école sportive a elle aussi sa proviseure, Madame Nadine Tscherrig, à ce poste depuis l'année scolaire 2013-2014.
Trois autres personnes du corps enseignant de l'établissement travaillent à leurs côtés. L'ensemble forme la Schulleitung (direction scolaire).

## Matières enseignées[1]

### Branches principales
Ces branches sont enseignées de la première à la cinquième année. Elles sont notées dans le carnet de maturité (Maturazeugnis) et sont examinées par oral et par écrit en dernière année :
- Allemand
- Français
- Anglais
- Mathématiques

### Branches dites "options spécifiques" (Schwerpunktfächer)
À la fin de la première année, l'élève choisit une des branches parmi la liste ci-dessous. Cette branche sera enseignée intensivement dès la deuxième année jusqu'à la fin du collège. Elle sera aussi notée dans le carnet de maturité, au même titre que les branches principales, et soumise à des examens oral et écrit :
- Latin
- Italien
- Espagnol
- Biologie et chimie
- Physique et application des mathématiques
- Économie et droit
- Arts visuels
- Musique

### Branches dites "options complémentaires" (Ergänzungsfächer)
À la fin de la troisième année, l'élève choisit une des branches parmi la liste ci-dessous. Cette branche sera enseignée lors des deux dernières années de la scolarité et sera notée dans le carnet de maturité :
- Application des mathématiques
- Physique
- Informatique (depuis 2008/09)
- Chimie
- Biologie
- Géographie
- Histoire
- Économie et droit
- Psychologie et pédagogie
- Philosophie
- Enseignement religieux
- Arts visuels
- Musique
- Sport
- Option bilingue

N.B. : un élève ne peut pas choisir la même option complémentaire que spécifique. De plus, les étudiants ayant choisi arts visuels ou musique comme option spécifique ne peuvent prendre ni arts visuels, ni musique, ni sport en option complémentaire.

### Branches de base (Grundlagenfächer)
Ces branches sont enseignées à tous les élèves durant leur parcours scolaire. (Les branches en italique n'apparaissent pas dans le carnet de maturité) :
- Biologie (années 1 à 3)
- Chimie (années 2 à 4)
- Physique (années 3 à 5)
- Géographie (années 1 à 3)
- Histoire (années 2 à 5)
- Économie et droit (1re année)
- Philosophie (années 4 à 5)
- Arts visuels (années 1 et 3)*
- Musique (années 1 et 2)*
- Éducation sportive (années 1 à 5)
- Travail de maturité (5e année)

Le Canton du Valais élargit la palette spécifique des branches de bases en imposant ces matières :
- Italien ou latin (1re année)
- Informatique (2e année)
- Enseignement religieux (3re année)

### Option bilingue[2]
Pour les élèves de langue maternelle allemande désirant accroître leurs connaissances en langue française, le collège a mis sur pied l'option bilingue (que l'on retrouve aussi dans les lycées-collège de la Planta et des Creusets, à Sion). 
Cette option dispense les matières suivantes en français :
- 1re année : économie / droit et géographie (+ une heure supplémentaire de français)
- 2e année : géographie et histoire
- 3e année : géographie et histoire
- 4e année : histoire et philosophie
- 5e année : histoire et philosophie

À la fin de leur parcours scolaire, les étudiants ayant suivi cette filière reçoivent une "maturité bilingue" reconnue.

## Aspects culturels
De nombreuses offres musicales et culturelles sont proposées au KSSB en dehors de cours.
- Le Spirit Chamber Orchestra, orchestre de chambre
- Le Spirit Symphonic Band, orchestre symphonique d'instruments à vent
- Les Spirit Singers, chœur du collège
- Le Spirit Rock Band, groupe de rock
- Le concert de la Pentecôte (Pfingskonzert), projet commun des différents ensembles
- Le Spirit of Life, qui offre un encadrement religieux aux collégiens volontaires
- La Sectio Brigensis, association des étudiants

## Anciens élèves
- Viola Amherd, conseillère fédérale
- Patrizia Kummer, snowboardeuse (a fréquenté l'école HSK-M)
- Benjamin Weger, biathlète (a fréquenté l'école HSK)
- Wilhelm Emmanuel von Ketteler (maturité en 1828), évêque de Mayence
- Ramon Zenhäusern, skieur (a fréquenté l’École de Sport du Collège Spiritus Sanctus Brig)